# Ronde van Romandië 2003
De 57e editie van de Ronde van Romandië werd gehouden van 29 april tot en met 4 mei 2003 in Romandië, het Franstalige deel van Zwitserland. De rittenkoers werd gewonnen door Tyler Hamilton, die ook de afsluitende tijdrit op zijn naam schreef. Van de 122 gestarte renners bereikten 82 coureurs de eindstreep. De ronde gold als de laatste test voor de start van de Ronde van Italië, die op 10 mei van start ging in Lecce.

## Etappe-overzicht
| etappe  | datum    | start          | finish             | afstand  | winnaar           | klassementsleider |
| ------- | -------- | -------------- | ------------------ | -------- | ----------------- | ----------------- |
| Proloog | 29 april | Genève         | Genève             | 3,4 km   | Fabian Cancellara | Fabian Cancellara |
| 1e      | 30 april | Genève         | Val-de-Travers     | 181,9 km | Simone Bertoletti | Simone Bertoletti |
| 2e      | 1 mei    | Val-de-Travers | Lucens             | 178,2 km | Joeri Krivtsov    | Simone Bertoletti |
| 3e      | 2 mei    | Moudon         | Loèche-les-Bains   | 171,3 km | Laurent Dufaux    | Laurent Dufaux    |
| 4e      | 3 mei    | Monthey        | Châtel-Saint-Denis | 146,5 km | Eddy Mazzoleni    | Laurent Dufaux    |
| 5e      | 4 mei    | Lausanne       | Lausanne           | 20,4 km  | Tyler Hamilton    | Tyler Hamilton    |

## Eindklassementen

### Algemeen klassement
| Plaats    | Naam               | Ploeg                   | Tijd      |
| --------- | ------------------ | ----------------------- | --------- |
| Gele trui | Tyler Hamilton     | Team CSC                | 18u06'37" |
| 2         | Laurent Dufaux     | Alessio                 | + 33"     |
| 3         | Francisco Pérez    | Milaneza-MSS            | + 38"     |
| 4         | Fabian Jeker       | Milaneza-MSS            | + 54"     |
| 5         | Alexandre Moos     | Phonak Hearing Systems  | + 59"     |
| 6         | Carlos Sastre      | Team CSC                | + 1' 45"  |
| 7         | Jaroslav Popovytsj | Landbouwkrediet-Colnago | + 1' 48"  |
| 8         | David Moncoutié    | Cofidis                 | + 2' 12"  |
| 9         | Roberto Laiseka    | Euskaltel-Euskadi       | + 2' 23"  |
| 10        | Íñigo Chaurreau    | Ag2r Prévoyance         | z.t.      |
|           |                    |                         |           |
| 69        | Tom Stremersch     | Landbouwkrediet-Colnago | + 42' 37" |

### Puntenklassement
| Plaats      | Naam              | Ploeg         | Punten |
| ----------- | ----------------- | ------------- | ------ |
| Groene trui | Fabian Cancellara | Fassa Bortolo | 44     |
| 2           | Laurent Dufaux    | Alessio       | 41     |
| 3           | Tyler Hamilton    | Team CSC      | 35     |

### Bergklassement
| Plaats    | Naam              | Ploeg             | Punten |
| --------- | ----------------- | ----------------- | ------ |
| Rode trui | Francisco Pérez   | Milaneza-MSS      | 32     |
| 2         | Egoi Martínez     | Euskaltel-Euskadi | 31     |
| 3         | Simone Bertoletti | Lampre            | 21     |

### Sprintklassement
| Plaats     | Naam              | Ploeg                   | Tijd |
| ---------- | ----------------- | ----------------------- | ---- |
| Witte trui | Simone Bertoletti | Lampre                  | 12   |
| 2          | Martin Elmiger    | Phonak Hearing Systems  | 12   |
| 3          | Eddy Mazzoleni    | Vini Caldirola-Sidermec | 6    |

### Ploegenklassement
| Plaats | Ploeg                  | Tijd      |
| ------ | ---------------------- | --------- |
|        | Milaneza-MSS           | 54u24'21" |
| 2      | Phonak Hearing Systems | + 1' 51"  |
| 3      | Team CSC               | + 4' 42"  |

Mannen: 1947 · 1948 · 1949 · 1950 · 1951 · 1952 · 1953 · 1954 · 1955 · 1956 · 1957 · 1958 · 1959 · 1960 · 1961 · 1962 · 1963 · 1964 · 1965 · 1966 · 1967 · 1968 · 1969 · 1970 · 1971 · 1972 · 1973 · 1974 · 1975 · 1976 · 1977 · 1978 · 1979 · 1980 · 1981 · 1982 · 1983 · 1984 · 1985 · 1986 · 1987 · 1988 · 1989 · 1990 · 1991 · 1992 · 1993 · 1994 · 1995 · 1996 · 1997 · 1998 · 1999 · 2000 · 2001 · 2002 · 2003 · 2004 · 2005 · 2006 · 2007 · 2008 · 2009 · 2010 · 2011 · 2012 · 2013 · 2014 · 2015 · 2016 · 2017 · 2018 · 2019 · 2020 · 2021 · 2022 · 2023 · 2024 · 2025
Vrouwen: 2022 · 2023 · 2024 · 2025